# Större pärlemorsnäcka
Större pärlemorsnäcka (Calliostoma zizyphinum) är en snäckart som först beskrevs av Carl von Linné 1758.  I den svenska databasen Dyntaxa används istället namnet Calliostoma zizyphinus. Enligt Catalogue of Life ingår Större pärlemorsnäcka i släktet Calliostoma och familjen Calliostomatidae, men enligt Dyntaxa är tillhörigheten istället släktet Calliostoma och familjen pärlemorsnäckor. Det är osäkert om arten förekommer i Sverige.

## Underarter
Arten delas in i följande underarter:
- C. z. zizyphinum
- C. z. lyonsii